# كلاريسا وارد
كلاريسا وارد (بالإنجليزية: Clarissa Ward)‏ هي صحفية أمريكية، ولدت في 30 يناير 1980 في نيويورك في الولايات المتحدة.